# Brunnskär (Sottunga, Åland)
Brunnskär är en ö i Åland (Finland). Den ligger i Skärgårdshavet och i kommunen Sottunga i landskapet Åland, i den sydvästra delen av landet. Ön ligger omkring 44 kilometer öster om Mariehamn och omkring 240 kilometer väster om Helsingfors.
Öns area är 10,4 hektar och dess största längd är 470 meter i sydväst-nordöstlig riktning.